# Amaropostia
Amaropostia B.K. Cui, L.L. Shen & Y.C. Dai (gorzkobiałak) – rodzaj grzybów z rzędu żagwiowców (Polyporales). W Polsce występuje jeden gatunek przez W. Wojewodę wymieniony w rodzaju Oligoporus.

## Systematyka i nazewnictwo
Pozycja w klasyfikacji według Index Fungorum: Incertae sedis, Polyporales, Incertae sedis, Agaricomycetes, Agaricomycotina, Basidiomycota, Fungi.
W 2025 r. Komisja ds. Polskiego Nazewnictwa Grzybów Polskiego Towarzystwa Mykologicznego zarekomendowała dla rodzaju Amaropostia nazwę gorzkobiałak.
Gatunki:
- Amaropostia hainanensis B.K. Cui, L.L. Shen & Y.C. Dai 2018
- Amaropostia stiptica (Pers.) B.K. Cui, L.L. Shen & Y.C. Dai 2018 – tzw. gorzkobiałak trzoneczkowy

Wykaz gatunków i nazwy naukowe na podstawie Index Fungorum. Polska nazwa według W. Wojewody.